# Friedrich Petuely
Friedrich „Fritz“ Petuely (* 15. Juni 1922 in Wien; † 8. Jänner 1994 ebenda) war ein österreichischer Kinderarzt und Biochemiker. Als Direktor der österreichischen Bundesanstalt für Lebensmitteluntersuchung und- forschung war er für das österreichische Lebensmittelrecht mitverantwortlich. Er entdeckte Anwendungen der Lactulose in der Medizin und gilt insbesondere als Erfinder von Lactulosezubereitungen als Abführmittel. Die Bedeutung dieser Entdeckung Petuelys für die Medizin zeigt sich darin, dass Lactulose in die Liste der unentbehrlichen Arzneimittel der Weltgesundheitsorganisation aufgenommen wurde.

## Leben
Nach seiner Matura 1940 studierte Petuely Medizin in Wien und Graz, unterbrochen durch kriegsbedingten Einsatz bei Arbeitsdienst und Militär. 1946 bis 1949 studierte er Chemie in Graz. Bei seiner Arbeit an der Universität Graz zur Ernährung und Darmflora von Säuglingen beobachtete er zunächst einen positiven Einfluss von erhitzter Laktose und schließlich von Lactulose auf die Darmflora von Säuglingen. Bei einer anschließenden Untersuchung der Wirkung auf Erwachsene entdeckte er die abführende (laxative) Wirkung. 1960 bis 1963 war er Direktor der Bundesanstalt für Lebensmitteluntersuchung in Graz. 1964 wurde er Direktor der Bundesanstalt für Lebensmitteluntersuchung und Lebensmittelforschung in Wien. Als solcher gestaltete das österreichische Lebensmittelgesetz mit; das Gesetz galt als relativ streng und Petuely wurde als einflussreicher „Lebensmittelpapst“ gefürchtet und geachtet. So hieß es 1981 im Nationalrat über ihn: „der Herr Hofrat Petuely, der in Ausübung seines Amtes sehr streng kontrolliert, viele sagen schikanös kontrolliert, der viele, viele Leute angezeigt hat wegen Kleinigkeiten“. 1980 leitete das Gesundheitsministerium ein Disziplinarverfahren gegen Petuely ein, auch weil er die Rückdatierung von Bestellscheinen veranlasst hatte; das Verfahren wurde wegen Verfolgungsverjährung eingestellt. Am 9. November 1983 erstattete Petuely eine Selbstanzeige; am Tag darauf wurde er vom Gesundheitsministerium angezeigt. Ihm wurden falsche Beweisaussage vor Gericht, Herbeiführung einer unrichtigen Beweisaussage bzw. Missbrauch der Amtsgewalt vorgeworfen. Er hatte bei Probenuntersuchungen an der Bundesanstalt in Wien die Beschreibung der Proben manipuliert. 1988 wurde Petuely mit einer monatlichen Pension von 55.000 Schilling in den Ruhestand versetzt.
Petuely, der nach eigenen Angaben über 70 Veröffentlichungen erstellt hat, verstarb am 8. Jänner 1994. Er wurde am 20. Jänner 1994 auf dem Neustifter Friedhof (Gruppe K, Reihe 8, Nummer 5) beigesetzt.
Petuely war ab 1961 Mitglied der Freimaurerloge Fraternitas, mit Genehmigung des Großmeister der GLvÖ auch Mitglied der Loge Zu den Vereinigten Herzen, und wurde 1984 in die Loge Acacia affiliert; er war auch Mitglied im York Ritus.

## Werke (Auswahl)
- Versuche zur Umstimmung der Darmflora des Säuglings (zusammen mit G. Kristen, 1949)[15]
- Zur Chemie der Osone (1952)[16]
- Der Bifidusfaktor, ein neuer vitaminartiger Wirkstoff (1953)[17]
- Über die quantitative Erfassung des Lb. bifidus im Stuhl von Säuglingen (1957)[18]
- Biochemische Untersuchungen zur Regulation der Dickdarmflora des Säuglings (1957)
- Der Bifidusfaktor (1957)[19]
- Das Lebensmittelgesetz 1972. Gesetzesausgabe mit Kommentar und Sammlung weiterhin bedeutsamer Entscheidungen, Österreichische Staatsdruckerei 1976 (gemeinsam mit Dr. Udo Jesionek, Konrad Brustbauer und Dr. Karl Wrabetz)[20]
- Bestimmung von Saxitoxin in Muschelkonserven (mit Egon Hellwig, 1980)[21]
- Über den Bifidusfaktor Lactulose (1986)[4]

### Radiointerviews im Web
- Wie gefährlich sind Nitrosamine? Interview: Hofrat Petuely, Sendedatum: 1979.01.10
- Von Tag zu Tag - Verschärfte Kontrollen der Lebensmittelpolizei (für 1980 geplant), Gespräch von Hans Vockenhuber mit Friedrich Petuely, Sendedatum 1980.01.11
- Disziplinarverfahren gegen Petuely eingestellt, Interview: rehabilitierter Lebensmittelprüfer Petuely, Sendedatum 1987.12.15

## Ehrungen (Auswahl)
Petuely erhielt zweimal (1957 und 1959) den Theodor-Körner-Preis.